# Mohamed Taha Sabri
Mohamed Taha Sabri (geboren im 20. Jahrhundert in Tunesien) ist Imam an der Dar-as-Salam-Moschee, einer mehrheitlich von Palästinensern besuchten Moschee in Berlin-Neukölln.
Mit bis zu 1500 Gläubigen ist sie eine der meistbesuchten Moscheegemeinden in Berlin. Die Moscheegemeinde ist als Verein unter dem Namen Neuköllner Begegnungsstätte e. V. (NBS) organisiert und ist Mitglied im Zentralrat der Muslime und in der Islamischen Föderation. Taha Sabri ist Vorstandsvorsitzender dieses Vereins. Die Moscheegemeinde wurde in den Jahresberichten des Berliner Verfassungsschutzes der Jahre 2015 und 2016 aufgeführt. Gegen diese Aufführung hat der Verein im Mai 2015 Klage eingereicht.
Taha Sabri erhielt 2015 für seinen Einsatz im interreligiösen Dialog den Verdienstorden des Landes Berlin.

## Leben
Taha Sabri kam 1988 aus Tunesien nach Deutschland, lebte 17 Jahre in Bremen und kam 2005 nach Berlin. Er ist mit einer Deutschen aus dem Erzgebirge verheiratet. Sabri ist mit den aus den USA stammenden Rabbiner und Leiter von Hillel Deutschland, Jeremy Borovitz befreundet. Sabri setzt sich für den interreligiösen Dialog ein.

## Wirken
Der Imam predigt auf Arabisch, seine Predigten werden simultan übersetzt. Sein Wirken wird vom Journalisten Sascha Adamek als doppelgesichtig bewertet: Taha Sabri hielt 2016 im Beisein eines Kamerateams von Al Jazeera eine Predigt, in der er jede Erneuerung als Ketzerei verteufelte und die Suprematie des Islam gegenüber allen anderen Religionen postulierte. Er wird daher von manchen Beobachtern als islamistisch eingeordnet. Er bot andererseits dem Leadership-Verein, einer überparteilichen Netzwerkorganisation, die Moschee für ein Treffen mit schwulen Führungskräften an. 2013 und 2014 hat er ausländische Prediger in der Moschee sprechen lassen, die vom Verfassungsschutz als bedenklich eingestuft werden: den saudischen Islamisten Muhammad al-Arifi, der trotz eines Einreiseverbots nach Deutschland gekommen war, sowie den der Hamas nahe stehenden Religionsgelehrten Raed Fathi. Er bereut öffentlich, Prediger eingeladen zu haben, die den Dschihad predigen. Den Anschlag auf dem Breitscheidplatz im Dezember 2016 bezeichnete er als „Terror des Wahnsinns“. Taha Sabri zeigte die R4bia-Geste, ein Zeichen der Muslimbrüder. Taha Sabri nimmt immer wieder an Veranstaltungen der vom Verfassungsschutz NRW und Berlin als Vertretung der Terrororganisation Hamas in Deutschland eingeschätzten Palästinensischen Gemeinschaft in Deutschland (PGD) teil. Er trat 2017 als Redner dort auf. Auf Nachfrage verweigerte er eine inhaltliche Distanzierung von den Muslimbrüdern.
Auch Bundesaußenminister Sigmar Gabriel traf ihn im Zusammenhang mit Deutschlands Haltung zur Jerusalemdiskussion.
Nach Ausbruch der COVID-19-Pandemie schuf er gemeinsam mit einem Neurologen für Muslime eine Informations- und Beratungswebsite, die über Coronaimpfungen informiert.

## Dokumentationen
- Inschallah. Zwischen den Kulturen – ein Imam in Berlin. Dokumentarfilm von Antje Kruska und Judith Keil, Deutschland 2017, Erstausstrahlung am 25. September 2017 auf 3sat (91 Minuten).[16]